# Vrees me
Vrees me (Engels: Shatter Me) is een sciencefictionroman voor jongvolwassenen, uit 2011 van de Amerikaanse schrijfster Tahereh Mafi. Het boek is het eerste deel van de Touching Juliette-trilogie.

## Verhaal
In een dystopische toekomst staat de wereld op de rand van een afgrond en probeert een groep revolutionairen die zich Het Herstel noemen, de macht te grijpen. Juliette Ferrars zit al 264 dagen opgesloten in een instelling omdat ze een gevaar vormt. Ze kan namelijk mensen doden enkel door ze aan te geraken. Ze wordt verliefd op Adam Kent, een jeugdvriend van vroeger die bij haar in de cel opgesloten wordt. Ze weet echter niet dat Adam voor Warner werkt, de leider van sector 45 van Het Herstel. Hun gevoelens zijn wederzijds en ze slagen er in samen te ontsnappen nadat Juliette Warner neergeschoten heeft.

## Informatie
Shatter Me was de debuutroman van de schrijfster. Voor de publicatie van het boek werden de filmrechten al opgekocht door 20th Century Fox.
Het boek kreeg gemengde kritieken en werd bekroond met de Honorable Mention: Children/Young Adult  op de Arab American Book Awards.